# Cândido Luís de Melo
Cândido Luís de Melo (Porto Judeu, 3 de fevereiro de 1866 — Angra do Heroísmo, 3 de dezembro de 1936) foi um professor de instrução primária elementar e docente da Escola Distrital de Angra do Heroísmo que se notabilizou como poeta e cantor.

## Biografia
Natural do Porto Judeu, foi professor primário, tendo leccionado na freguesia de Santa Cruz da então vila da Praia da Vitória a partir de 1893. Foi nomeado professor interino da Escola Distrital de Angra do Heroísmo a 17 de julho de 1901, passando a residir em Santa Luzia de Angra.
Foi amador musical, cantor e ator. Deixou uma vasta obra poética dispersa, sendo autor da obra Volitos, dedicada à rainha D. Amélia de Portugal, a quem foi oferecido um exemplar durante a visita régia aos Açores realizada em julho de 1901.

## Obras
Para além de obra dispersa por periódicos, entre outras, é autor das seguintes monografias:
- Um assalto (episódios da vida colegial) (peça em um acto). Angra do Heroísmo : Livraria Editora Andrade, [s.d.]
- Volitos (poesia, prefácio de Mendo Bem). Angra do Heroísmo: Minerva de Manuel de Sousa Ribeiro, 1901.